# Fetichie-Moschee

Moschee mit dem Grab von Ali Pascha links

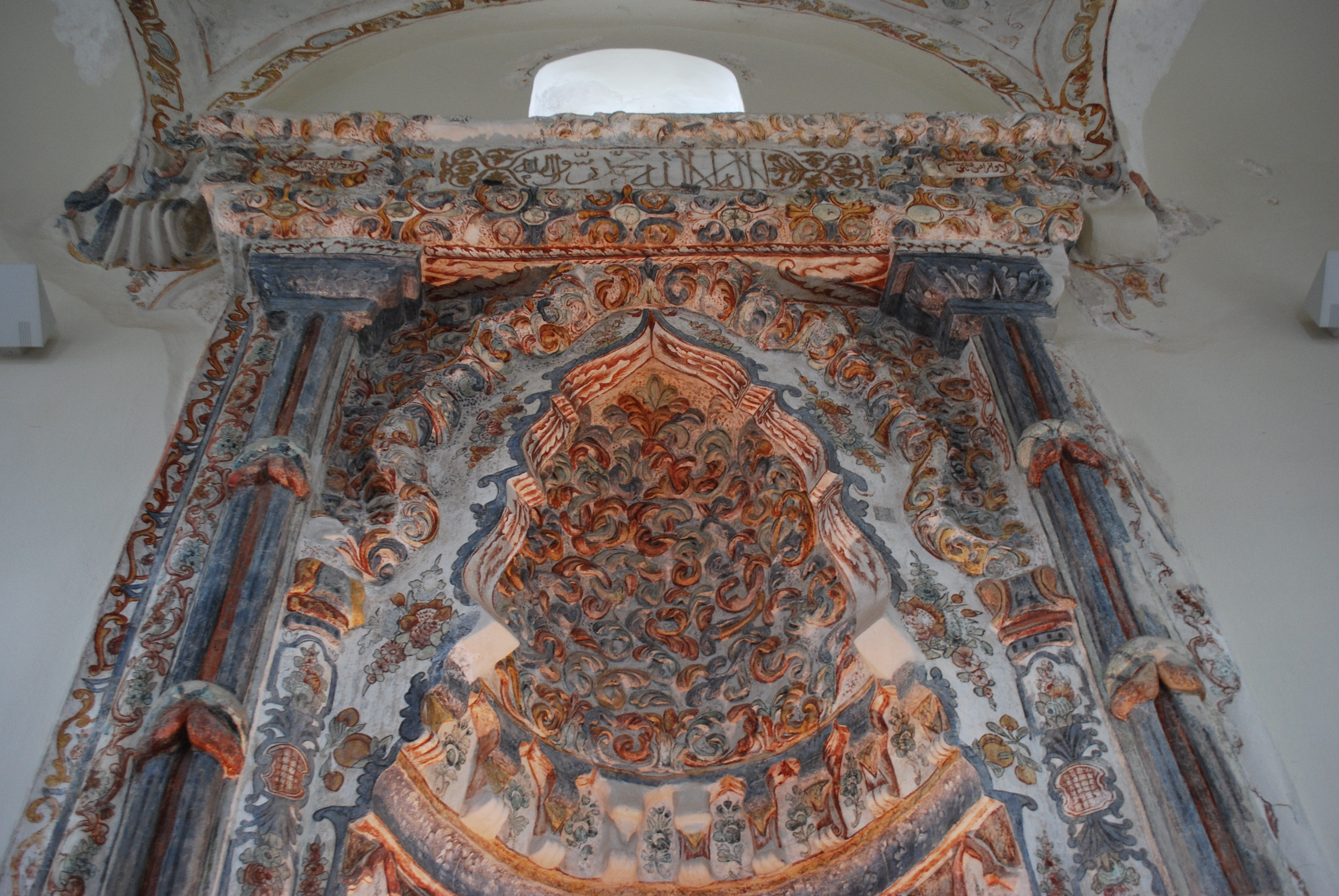
Inneres der Moschee

Die Fetichié-Moschee oder Fethije-Moschee (griechisch Φετιχιέ Τζαμί Fetichie Tzami, türkisch Fethiye Camii, albanisch Xhamia e Fetijës; ‚Moschee der Eroberung‘) ist eine in den 1430er Jahren erbaute Moschee aus der Zeit des osmanischen Reiches in der Stadt Ioannina in Griechenland.

## Geschichte
Die Fetichie-Moschee wurde kurz nach der türkischen Eroberung im Jahre 1430 in der inneren Burg der Stadt errichtet, nahe den Ruinen einer früheren byzantinischen Kirche, die den Erzengeln Michael und Gabriel gewidmet war. Ursprünglich war es ein Holzbau, der allerdings im Jahre 1611 durch ein Steingebäude ersetzt wurde. Im Jahre 1795 wurde sie von Tepedelenli Ali Pascha (Ali Pascha aus Tepelena) umfassend neuentworfen und umgebaut. Er machte die Fetichie-Moschee zu seiner Hauptmoschee, obwohl er selber ein sufistischer Anhänger des Bektaschi-Ordens war. Die Gräber von Ali Paschas Familie befinden sich in der Moschee, sein eigenes unmittelbar außerhalb. Allerdings befindet sich der Kopf von Tepedelendli Ali Pascha weiterhin in Konstantinopel.
Nachdem ein Großteil des Epirus 1913 an Griechenland gefallen war, diente das Gebäude als Behelfsraum des Militärkrankenhauses.
Bei mehrjährigen Erhaltungs- und Wartungsarbeiten ab 2004 am Gebäude durch die 8. Ephorie der byzantinischen Altertümer wurden auch Restaurierungsarbeiten an Wandmalereien und der Stuckdekoration des Mihrāb durchgeführt. Seit 2008 beherbergt die Moschee eine Dauerausstellung über die Stadt Ioannina in spätosmanischer Zeit und das Leben und Werk Ali Paschas.